# Virtualni muzej računarstva
Virtualni muzej je muzej koji jedino postoji na internetu. Drugi nazivi su: online muzej, cyber muzej, hyper muzej ili digitalni muzej. Virtualizacija fizičkih muzeja podiže interes ljudi koji se zanimaju za određenu temu, internet posjetitelji muzeja su već pretekli broj posjetitelja fizičkih muzeja.

## Jonathan P. Bowen
Jonathan P. Bowen (1956 - ) je britanski računalni znanstvenik. Predsjednik tvrtke Museophile Limited, tvrtka koja pomaže muzejima, i profesor na sveučilištu South Bank u Londonu. Jedan od glavnih interesa su mu bili online muzeji, te je 1994. osnovao Virtualne stranice muzeja (VLmp). Iste godine je započeo rad na Virtualnom muzeju računarstva.

## IEEE Anali povijesti računarstva
IEEE Anali povijesti računarstva su iznimno važni za Virtualni muzej računarstva jer se uglavnom cijeli muzej bazira na tom časopisu za kojeg pišu razni recenzenti, te znanstvenici i povjesničarni računarstva. Tada je bio vodeći časopis u ovom području. Sedamdesetih je povijest računarstva bila ekskluzivna tema zbog elektroničko-digitalnih sklopova koji su doveli do ENIAC-a. 

## Virtualna knjižnica stranica muzeja
Virtualna knjižnica stranica muzeja (The Virtual Library museums pages - VLmp) osniva vodeću zbirku online muzeja u cijelom svijetu. Zbriku je osnovao Jonathan Bowen 1994. na računalnom sveučilištu u Oxfordu u Velikoj Britaniji.  Trenutno je podržavaju Međunarodno vijeće muzeja (International Council of Museums -  ICOM), te Museophile Limited.  Zbirka je organizirana na način da se u svakoj zemlji dvadesetak ljudi brine o održavanju različitih kategorija.

## Virtualni muzej računarstva
Virtualni muzej računarstva (Virtual Museum of Computing - VMoC) je eklektična zbirka poveznica i online resursa koji se tiču povijesti računala i računalnih znanosti. Ona uključuje poveznice na druge srodne muzeje, one stvarne i virtualne, širom svijeta, ali ima s vlastite virtualne baze informacija i podataka. Posebno se proučava rano doba računarstva za vrijeme Alana Turinga. Muzej je osnovao Jonathan Bowen 1994., na računalnom sveučilištu u Oxfordu u Velikoj Britaniji. Muzej podržava Museophile Limited – tvrtka koju je osnovao Bowen.